# Decino
decino is een Nederlands gamer en youtuber. Hij speelt playthroughs van Doom (1993) en Doom II (1994), zowel oorspronkelijke levels als aangepaste WADs, waarvan hij becommentarieerde opnames op YouTube plaatst. Daarnaast analyseert decino de vrijgegeven broncode van beide games en legt hij uit hoe de game mechanics werken. Zo ontdekte hij in 2020 dat door een eigenaardigheid in Doom II het in de laatste level onder specifieke omstandigheden in theorie 11,6 jaar kan duren voor er een vijand (demon) verschijnt.
Om te vieren dat zijn kanaal 100.000 abonnees had, maakte decino een aangepaste WAD. De WAD vervangt alle geluiden en muziek door opnames van zijn eigen stem.
Op 24 april 2021 versloeg decino John Romero, een van de ontwikkelaars van Doom en Doom II, in een deathmatch in Doom.

## Belang en invloed
Steven T. Wright van GameSpot noemde hem "one of YouTube's most successful Doom players".
In 2019 uploadde decino een video waarin hij enkele zware, nog niet eerder uitgespeelde uitdagingen aannam en succesvol volbracht. De uitdagingen, "Doom challenges deemed impossible" zoals levels uitspelen zonder demons te doden of door alle "geheimen" te ontdekken, kwamen van een website waar de gemeenschap ze verzamelt. Naar aanleiding van de video kwamen de uitdagingen opnieuw onder de aandacht waarna enkele volbracht werden.